# Gauville (Orne)
Gauville foi uma comuna francesa na região administrativa da Normandia, no departamento Orne. Estendia-se por uma área de 21,5 km². Em 2010 a comuna tinha 593 habitantes (densidade: 27,6 hab./km²).
Em 1 de janeiro de 2016, passou a formar parte da nova comuna de La Ferté-en-Ouche.